# سبيل بصري
السبيل البصري هو جزء من جهاز الرؤية في الدماغ، ويُمثل استمرارا للعصب البصري الذي ينقل المعلومات من التصالبة البصرية (بعد حدوث تقاطع بين زوجي العصب البصري) إلى النواة الركبية الوحشية، النواة السابقة للسقف، والنواة الأكيمة العلوية.